# Ben Nsibandze
Benjamin Mshamndane Dlamini (17 giugno 1931 – 13 gennaio 2021) è stato un politico swati che ha servito come vice primo ministro e successivamente fu per breve tempo Primo ministro facente funzioni dello Swaziland dal 25 ottobre 1979 al 23 novembre 1979.

## Biografia
Nsibandze è nato il 17 giugno 1931. Ha lavorato all'estero in gioventù. Ha servito come vice primo ministro e fu brevemente premier temporaneo nel 1979 dopo la morte di Maphevu Dlamini. Dopo un mese gli successe Mabandla Dlamini. Successivamente è stato capo dell'agenzia nazionale per la gestione delle crisi. Nsibandze aveva cinque figli. Andò in pensione nel 2014 e morì il 13 gennaio 2021 all'età di 89 anni.